# Apis cerana
Apis cerana, ou abelha melífera asiática, é uma espécie de abelha encontrada no sul e sudoeste da Ásia, incluindo China, Paquistão, Índia, Coreia, Japão, Malásia, Nepal, Bangladesh, Papua Nova Guiné e Ilhas Salomão. Esta espécie é um Grupo irmão ou táxon irmão da Apis koschevnikovi, e ambas estão no mesmo subgênero que a Abelha Europeia. A A. cerana é conhecida por viver simpatricamente, bem como Apis koschevnikovi e com a mesma localização geográfica. As colônias de Apis cerana são conhecidas por construir ninhos consistindo de múltiplos favos em cavidades contendo uma pequena entrada, presumivelmente para defesa contra invasão por indivíduos de outros ninhos. A dieta desta espécie de abelha consiste principalmente de pólen e néctar, ou mel. Além disso, Apis cerana é conhecida por seu comportamento altamente sociável, refletindo da sua classificação como um tipo de abelha melífera.

## Taxonomia e filogenia
O zoólogo dinamarquês Johan Christian Fabricius descreveu Apis cerana, também conhecida como a abelha melífera asiática, em 1793. O nome do gênero Apis é a palavra em Latin para “abelha.” A abelha melífera asiática é da família Apidae, uma das mais diversas famílias de abelhas, incluindo a comum abelha europeia, abelha carpinteira(Xylocopa sp), abelha das orquídeas(tribo Euglossini), mangangaba(Bombus sp), abelha cuoco(subfamília Nomadinae), e mesmo as abelhas sem ferrão (tribo Meliponini).
No passado, houve uma discussão que Apis cerana e Apis mellifera eram simplesmente raças distintas da mesma espécie. Isto é devido essencialmente a grande semelhança na morfologia e comportamento de ambas, como ambas são abelhas de tamanho médio (10-11mm) que geralmente constroem múltiplos favos de ninho dentro das cavidades. Outras espécies abelhas, incluindo a abelha asiática gigante ou Apis dorsata e Apis laboriosa, geralmente constroem ninhos que consiste de um simples favo em áreas abertas. No entanto, apesar das semelhanças marcantes entre Apis cerana and Apis mellifera, há evidências que sugerem que estas duas espécies são bastante distintas; por exemplo, o acasalamento entre essas espécies não produzir descendentes. Adicionalmente, enquanto as colônias de Apis mellifera podem alcançar tamanhos de até 50,000 ou mais indivíduos, As colônias de Apis cerana  são relativamente menores, com somente entrono de 6,000 até 7,000 trabalhadoras. Além disso, a Apis cerana é encontrada predominantemente na região da Ásia oriental do mundo, enquanto Apis mellifera é encontrada predominantemente nas regiões no mundo do Oeste Europeu e Africa . Por estas razões, atualmente conclui-se que estes são na verdade duas espécies separadas, contrariamente às crenças anteriores.

### Subespécies
(seguindo Engel, 1999).
- Apis cerana cerana Fabricius ( = "sinensis") - Afeganistão, Paquistão, norte da Índia, China e norte do Vietnã
- Apis cerana heimifeng Engel
- Apis cerana indica Fabricius - Sul da Índia, Sri Lanka, Bangladesh, Burma, Malásia, Indonésia e as Filipinas
- Apis cerana japonica Fabricius - Japão
- Apis cerana javana Enderlein
- Apis cerana johni Skorikov
- Apis cerana nuluensis Tingek, Koeniger and Koeniger
- Apis cerana skorikovi Engel ("himalaya") - Centro e leste das montanhas do Himalaia (Ruttner, 1987)

Oito subespécies da A. cerana são atualmente reconhecidas. Destas, duas subespécies são predominantes e usadas na apicultura na Índia: A. c. cerana e A. c. indica. Estas espécies são similares a Apis mellifera exceto na cor.  A. c. indica tem listras pretas no abdômen, vive próximo de áreas montanhosas e às vezes é vista em regiões planas. A. c. cerana tem listras amarelas em seu abdômen e está habituada a planícies das regiões da Índia. Apis mellifera pode ser prontamente distinguida de A. cerana devido ao seu tamanho ligeiramente maior.
A distribuição geográfica dos haplótipos do ADN mitocondrial esta fortemente influenciada pelas mudanças no nível do mar durante as eras glaciais do Pleistoceno. A população asiática no pós-glacial  do Pleistoceno recolonizaram a região insular das ilhas Sumatra, Java, Bali, Bornéu e outras pequenas ilhas, devido a que no Pleistoceno ouve uma diferença de quase 280 metros no nível do mar; 160 metros abaixo do nível atual fazem 160.000 anos e 120 metros acima do nível atual em um período tardio do Pleistoceno fazem 16.000 a 18.000 anos.Em seu trabalho de Biogeografia da Apis cerana Fabricius e de Apis nigrocincta Smith. Smith, Villafuerte, Otis e Palmer reconhecem cinco haplótipos no ADN mitocondríal da espécie:
- uma asiático continental
- um grupo de Sundalândia
- um grupo de Palawan
- um grupo de Luzon y Mindanao
- um haplotipo de Apis nigrocincta ilhas de Célebes e Sangihe

## Descrição e Identificação
As características físicas dos indivíduos da espécie Apis cerana são muito semelhantes aos de outras espécies do gênero Apis. Os indivíduos deste gênero são definidas por muito tempo, por pelos eretos que cobrem os olhos compostos e que ajudam na coleta de pólen, escutelo fortemente convexo, e um lobo jugal na asa posterior. Os adultos de Apis cerana são de cor preta com quatro faixas abdominais amarelas. Existem distinções entre abelhas operárias, rainhas e zangões. Abelhas operárias são caracterizadas por uma prensa de pólen na perna traseira para transportar pólen, bem como um ferrão no lugar de um órgão para a postura dos ovos. Rainhas, que são as fêmeas reprodutivas, são maiores do que as abelhas operárias normalmente devido a ampliação seus órgãos reprodutivos. Zangões, que são os machos da espécie, são definidos por olhos maiores, a falta de um ferrão e a forma abdominal contusa.

## Distribuição e Habitat
Apis cerana abrangem uma ampla gama de zonas climáticas, incluindo florestas tropicais húmidas, savanas tropicais húmido-seca, estepes de meio-latitude, pastagens secas de latitude média, florestas caducifólias continentais húmidas e taigas. A espécie ocorre naturalmente nas paisagens do Leste da Ásia The embora predominantemente encontrado na China, Filipinas, Nova Guiné e nas Ilhas Salomão, e recentemente ainda próximo a Austrália. Embora a espécie foi naturalmente agrupada do Leste Asiático, ela agora se expandiu para várias regiões em todo o mundo como resultado da interferência humana, com particular interesse sobre a sua propagação na Austrália como ninhos são encontrados em uma variedade de ambientes, incluindo tanto naturais como feito pelo homem.

### Ninho
Como um tipo de abelha melífera, Apis cerana deve coletar e armazenar cerca de um terço do néctar colhido em de forma concentrada, a fim de assegurar um fornecimento adequado para consumo durante o inverno rigoroso.  O ninho é de múltiplos favos e de certa forma isolado, permitindo que a espécie alcance temperaturas do ninho ideais e, assim, otimizando forrageamento na madrugada. O ninho em si é um favo vertical simples feito de cera secretada pelas operárias, enquanto que a termorregulação é feita pelo bater das asas e a evaporação da água, sendo esta coletada no campo. Essa tática de armazenamento em larga escala requer a construção de uma estrutura de favo estável e resistente para tal armazenamento mel. No entanto, como a produção de cera de abelhas para um favo é um esforço energeticamente caro, as colônias geralmente não constroem toda a estrutura muito cedo. Em vez disso, a colônia constrói um conjunto menor de favos que satisfaça as necessidades de armazenamento iniciais. Após mudar-se para o novo ninho, a colônia, em seguida, continua a ampliar os favos até haverem unidades de armazenamento suficiente para dar conta suficientemente para todo o mel necessário. Em geral, o conjunto inicial de favos podem ser responsáveis por cerca de 20.000 células, enquanto que a estrutura final, completa pode conter até 100.000. Estes ninhos tipicamente são suficientemente grande para acolher cerca de 6.000 a 7.000 indivíduos e são encontrados numa ampla variedade de ambientes externos.

#### Termorregulação do ninho
A A. cerana mantém temperaturas internas da colmeia com uma precisão análoga à de A. mellifera, utilizando mecanismos semelhantes. A. cerana mantem a temperatura do corpo em um intervalo de 33 a 35,5 °C, mesmo quando as temperaturas ambientes variam entre 12 e 36 °C. Este mecanismo mostra claramente que possuem um sistemas eficaz de termorregulação do ninho. Durante o Verão, A. cerana emprega resfriamento evaporativo, onde em clima quente parte das abelhas operárias se agrupam fora do ninho e a ventilação por bater de suas asas, removendo assim o excesso de calor e umidade do ninho e diminuindo a temperatura de colmeia.
- Defesa térmica: Quando uma colmeia de  A. cerana  é invadida pela vespa gigante japonesa (Vespa mandarinia), cerca de 500 abelhas japonesas  (A. cerana japônica) cercam a vespa e vibram seus músculos de voo até que a temperatura seja elevada à 47 °C ( 117 °F), aquecendo a vespa até sua morte, mas mantendo a temperatura ainda sob o seu próprio limite letal (48 a 50 °C). [12]

## Comportamento

### Ciclo da Colonia
A colônia de Apis cerana, uma abelha melífera típica, consiste em vários milhares de abelhas operárias do sexo feminino, uma abelha rainha, e várias centenas de abelhas masculinas chamadas de zangão. A colônia é construída dentro de favos de cera de abelha dentro de uma cavidade uma árvore, com uma estrutura especial em forma de amendoim nas margens dos favos, onde as rainhas são criadas.
O ciclo anual da colônia em regiões de baixas temperaturas começa logo após o solstício de inverno, quando a colônia aumenta a temperatura do núcleo do sua aglomeração para cerca de 34 graus Celsius e começa criar a ninhada. No início, apenas cerca de 100 abelhas são produzidos, mas vários milhares de abelhas estão se desenvolvendo no início da primavera. Ao final da primavera, a colônia já terá atingido de tamanho completo, e começa a se reproduzir. Então colônia cria várias novas rainhas, e divide-se com cerca da metade das operárias mais a rainha velha uma vez que as novas rainhas tenham quase amadurecida. Este novo enxame em seguida, voa para um novo ramo de árvore, explora cavidades para ninho, e, em seguida, dirige as outras abelhas para o novo local, uma vez satisfeitos com a localização.
Durante o resto do verão e no outono, as colônias nos novos locais constroem os favos, criam a ninhada e recolhem alimentos para reconstruir rapidamente sua população e as reservas de alimentos antes da chegada do inverno.

### Divisão do Trabalho
Como uma espécie social, as colônias de Apis cerana contém divisões de trabalho, dependendo do que cada membro do grupo é especializado para executar. Geralmente, há apenas uma abelha rainha, cuja única responsabilidade é pôr ovos; portanto, ela é a mãe de todos os trabalhadores presentes na colônia. Além da abelha rainha, os restantes abelhas fêmeas são conhecidas como as abelhas operárias, como esses indivíduos executam todas as tarefas necessárias para manter a colmeia incluindo cuidando dos ovos, larvas e pupas, em busca de alimento e água, limpeza das instalações, e produção de mel. Estas tarefas são divididas entre as abelhas operárias do sexo feminino por um fator de idade. Os indivíduos restantes são os machos, conhecidos como os "zangões", cuja única responsabilidade é acasalar com a rainha de outra colônia; portanto, zangões são produzidos apenas durante a estação reprodutiva.

### Comunicação
O principal método de comunicação é a dança das abelhas realizada principalmente quando uma abelha operária descobre uma rica fonte de pólen ou néctar e deseja compartilhar esse conhecimento com seus companheiras de ninho. A dança das abelhas ocorre profundamente dentro colmeia da colônia, onde a abelha operária executa uma breve reconstituição da recente viagem para um caminho de flores. Abelhas vizinhas observam e aprendem essa dança e podem então seguir o mesmo padrão, também utilizando o odor das flores, para voar em um determinado caminho e chegar ao mesmo destino. As abelhas seguindo a abelha operária que esta passando a informação estenderão suas antenas para a dançarina, a fim de detectar os sons da dança, como a frequência de antenas da abelha se aproxima a frequência de vibração de suas asas.   A direção geral e a duração de cada sacudidela da dança é intimamente relacionada com a direção e distância do caminho da flor está sendo descrita.

## Galeria

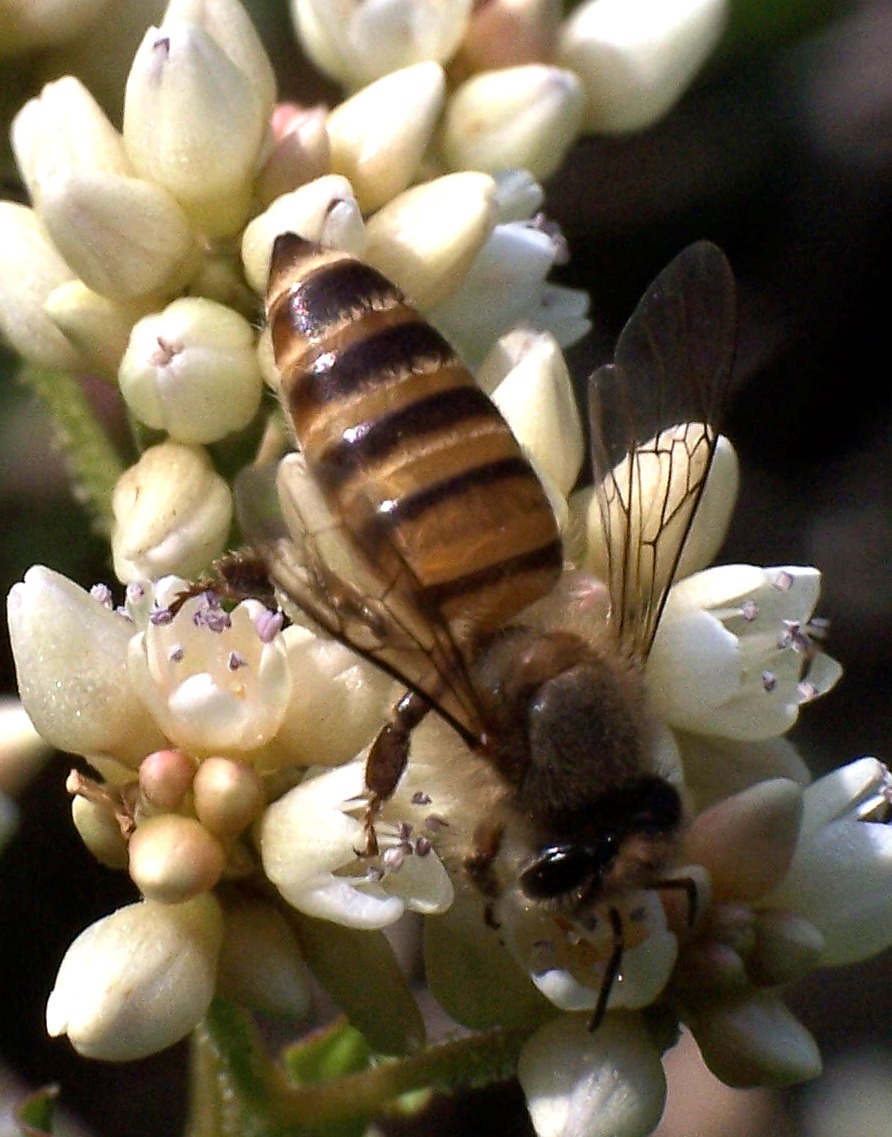
Apis cerana
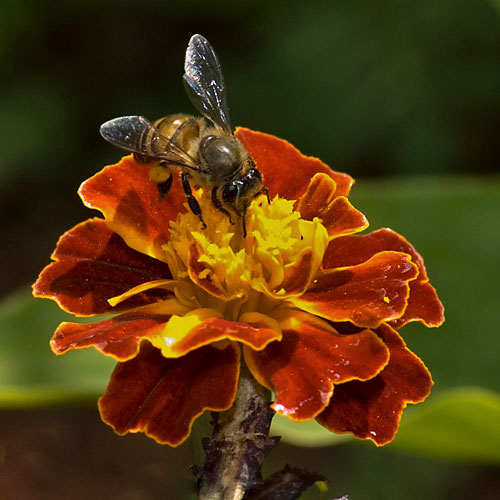
Apis cerana, India
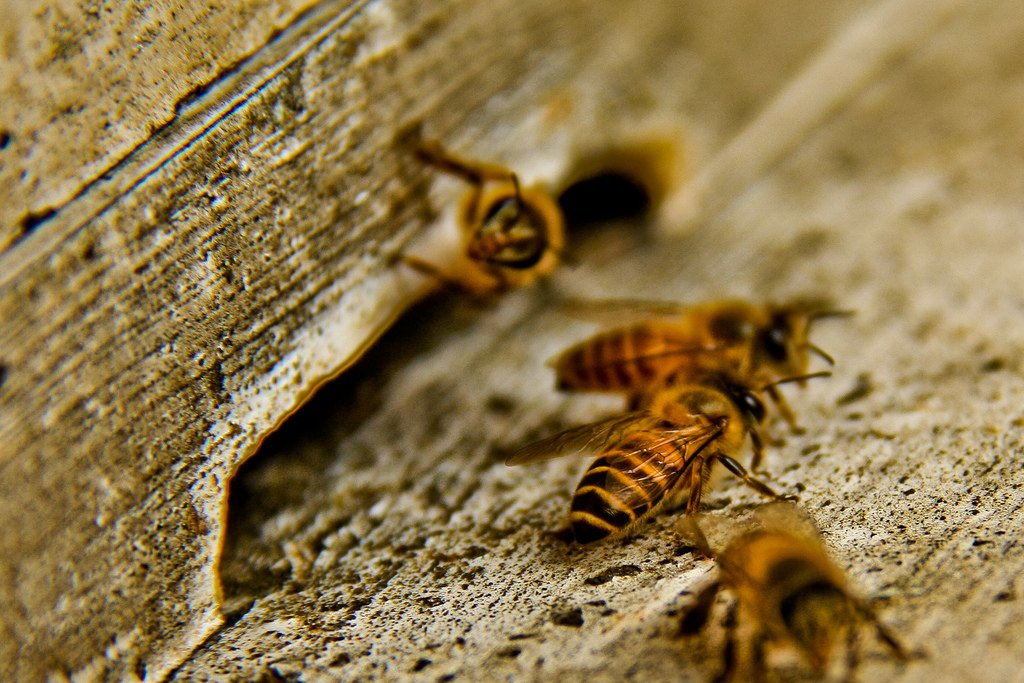
A. cerana indica, Nepal